# Thomas Francis Gallagher
Thomas Francis Gallagher (* 19. November 1944 in Bronxville) ist ein US-amerikanischer Experimentalphysiker (Atomphysik).
Gallagher studierte Physik am Williams College in Williamstown mit dem Bachelorabschluss 1966 und an der Harvard University mit dem Master-Abschluss 1968 und der Promotion 1971. Als Post-Doktorand war er an der University of Utah. Von 1972 bis 1984 war er bei SRI International in Menlo Park im Labor für Molekülphysik, ab 1978 als Senior Physicist und ab 1983 als Program Manager. Ab 1984 war Professor er an der University of Virginia, wo er 1991 Jesse W. Beams Professor für Physik wurde.
Der Schwerpunkt seiner Forschung lag bei hochangeregten Atomen (Rydberg-Zustand), deren Streu- und Zeitverhalten. Er entwickelte Modulationstechniken für die Detektion von Spurengasen.
1996 erhielt er den Davisson-Germer-Preis für seine entscheidende Aufklärung der Charakteristiken und des Streuverhaltens hochangeregter Zustände von Atomen (Laudatio). Er ist Fellow der American Physical Society (und war Vorstand von deren Sektion für Atom-, Molekül- und Optische Physik) und der Optical Society of America.

## Schriften (Auswahl)
- Rydberg Atoms, Cambridge University Press, 1994, 2005